# Libwww
A Libwww (azaz Library World Wide Web) egy moduláris kliens-oldali web API (alkalmazásprogramozási felület) UNIX, és Windows platformra.
A libwww szoftver első változatát 1992-ben készítették el. 2006-ban készült el a végleges változat.
Kis és nagyobb alkalmazásokra is használható, mint például: webböngészők, szerkesztők, batch eszközök.
A libwww rendelkezik „dugaszolható” (plug-in) modulokkal, mint például: HTTP1.1, stb.
A libwww célja, hogy testbedként szolgáljon protokoll kísérleteknél.
A libcurl a libwww modern változata.

## Történet
1992-ben Tim Berners-Lee és Jean-Francois Groff, a CERN munkatársai, átírták a WorldWideWeb böngészőjét a NeXTstep operációs rendszerben, hordozható C kódban, hogy demonstrálják a web potenciálját.
A kezdetben a libwww, általános könyvtárként működött, és nem volt külön hozzáférhető.
Mielőtt a nyilvánosság számára is elérhetővé vált, a libwww-t beintegrálták a CERN programkönyvtárába (CERNLIB).
1993-ban nyilvánossá tették a libwww-t, a webböngészők fejlesztésének segítésére.
Később a W3C elkészítette az Arena webböngészőt, mint testbed, többek között a HTML3, CSS, PNG, és libwww részére. Az Arenát az Amayával váltották fel.
2003-ban a W3C befejezte a fejlesztést forráshiány miatt, azzal az elvárással, hogy a további fejlesztést a szabad-szoftver közösség folytatja.

## Tulajdonságok
Libwww a következő protokollokat támogatja:
- file
- FTP
- Gopher
- HTTP 1.1
- NNTP
- Telnet
- WAIS
- TLS és SSL  OpenSSL-en keresztül
- gzip , zlib-en keresztül
- HTML
- RDF
- SGML
- XML
- SQL

Libwww támogatja a plug-in komponeneseket.

## Alkalmazások
A következő alkalmazások használják a libwww-t: .
- Agora[11]
- Arena[12][13]
- Amaya[12][13][14]
- Cello[15]
- CERN httpd szerver[13]
- Cygwin[16][17]
- Distributed Oceanographic Data Systems, OPeNDAP-val[18][19]
- GRIF Symposia, a HTML editor[20][21]
- Lynx
- MacWWW[22]
- Mosaic
- ROS (Robot Operating System)[2]
- TkWeb[23]
- tkWWW[24]
- WorldWideWeb (később Nexus)[25][26]

A libwww-be integrált alkalmazások:
- “Command Line Tool”, mely útmatást ad, hogyan egy egyszerű batch eszközt felépíteni a Web elérésére.
- ‘Line Mode Browser’
- ‘Webbot’, mely egy egyszerű alkalmazás arr, hogyan lehet a libwww használatával robotokat építeni.
- ‘Mini Server’, hogyan lehet egy szervert vagy proxyt implementálni.

## Kritikák
Libcurl fejlesztői szerint, a libwww nem eléggé hordozható, nem „szálbiztos”, és számos HTTP autentikációs típus hiányzik.
Sem a libcurl, sem a libwww, nem eléggé könnyen használható egyes projektek számára.